# Baszta Dominikańska
Baszta Dominikańska (niem. Dominikaner Turm) – średniowieczna baszta na Głównym Mieście w Gdańsku. Rozebrana w 1897 roku.

## Historia

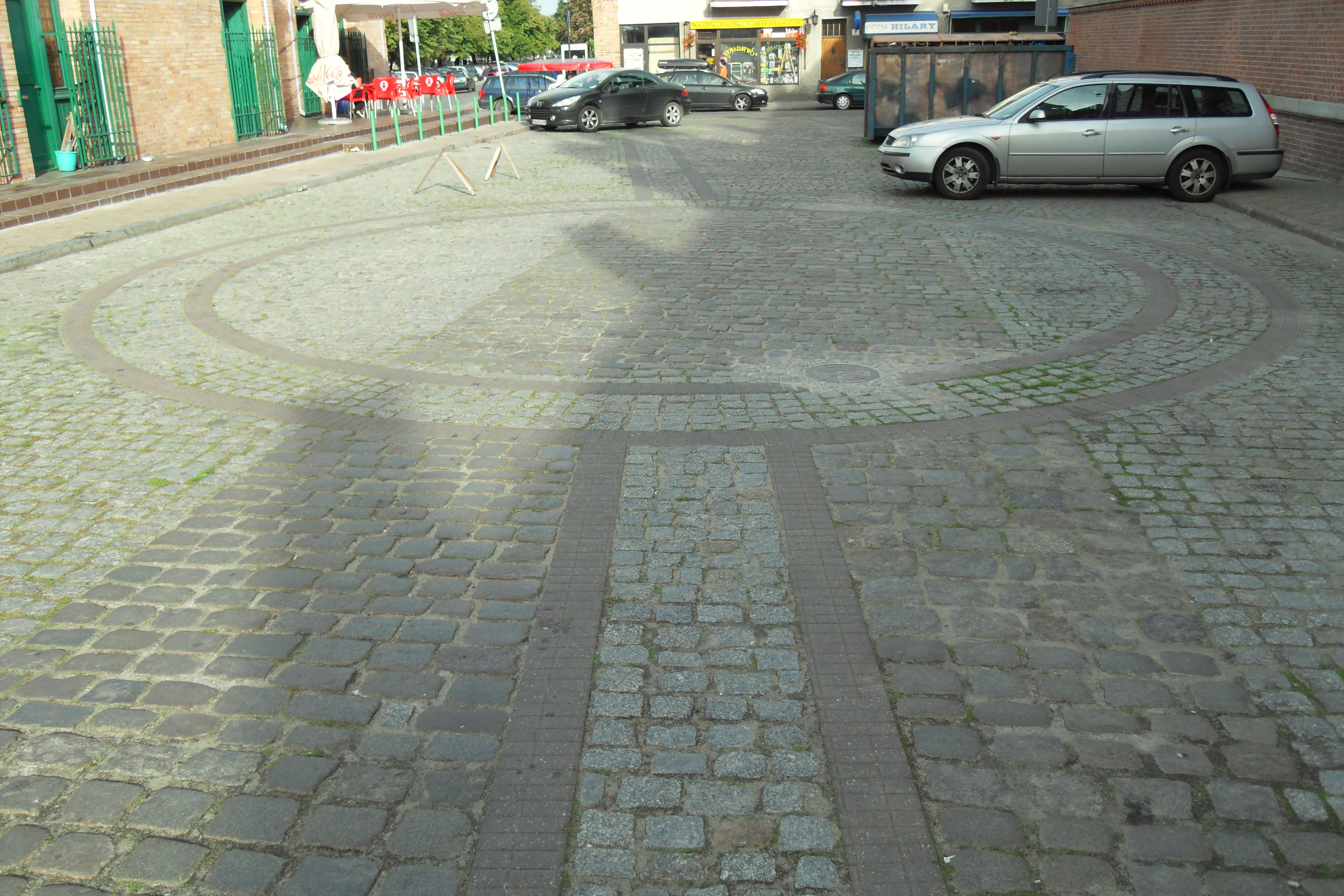
Obrys baszty przy Hali Targowej

26 marca 1343, na podstawie przywileju wielkiego mistrza zakonu krzyżackiego Ludolfa Königa von Wattzau, położono kamień węgielny pod budowę murów obronnych Głównego Miasta. Baszta została zbudowana w drugiej połowie XV wieku. Znajdowała się w północnej linii umocnień Głównego Miasta, oddzielających je od Starego Miasta. Była okrągłą, trzykondygnacyjną budowlą, o średnicy około 8 m. Posiadała na szczycie ganek strzelecki z pięcioma dużymi oknami od strony fosy oraz dwie strzelnice na najniższym poziomie, do ostrzału z flanki atakujących mury.
Sąsiadowała od zachodu z Basztą Jacek – wysoką wieżą obserwacyjną, a od wschodu z potężną, nieistniejącą współcześnie Basztą Klasztorną.
Nazywana była przez gdańszczan z niemieckiego „Kiek en den kök” (pol. „spójrz do kuchni”), ponieważ mówiono, że z najwyższego piętra baszty można było obserwować przygotowania posiłków w kuchni pobliskiego klasztoru dominikanów.
Spłonęła w 1807, w trakcie oblężenia Gdańska przez wojska francuskie. Następnie pozbawiona dachu baszta została „zaadaptowana” przez roślinność, przez co została nazwana „Blumentopf” – kwietnik, donica. Rozebrana została w 1897. Jedynym śladem jakim pozostał po Baszcie Dominikańskiej jest jej obrys (zaznaczony ciemniejszą kostką) na parkingu przed Halą Targową.